# Anomiopus myrmidon
Anomiopus myrmidon là một loài bọ cánh cứng trong họ Bọ hung (Scarabaeidae).